# 魯賓遜鎮區 (密歇根州)
魯賓遜鎮區（英語：Robinson Township）是位於美國密歇根州渥太華縣的一個行政鎮區。

## 地方資料
魯賓遜鎮區的面積為102.20平方千米，當中陸地面積為100.10平方千米，而水域面積為2.10平方千米。根據2020年美國人口普查的數據，當地共有人口6382人，而人口密度為每平方千米62.45人。